# 梅尼勒-帕讷维尔
梅尼勒-帕讷维尔（法語：Mesnil-Panneville，法語發音：[menil panvil]）是法国滨海塞纳省的一个市镇，属于鲁昂区。该市镇于1823年由原市镇梅尼勒迪雷屈（Mesnil-Durécu）、锡德托（Cidetot）和帕讷维尔（Panneville）合并而成。

## 地理
梅尼勒-帕讷维尔（49°35'29"N, 0°53'28"E）面积11.87 平方千米，位于法国诺曼底大区滨海塞纳省，该省份为法国北部沿海省份，其西部及北部濒大西洋英吉利海峡，东起顺时针与索姆省、瓦兹省、厄尔省和卡爾瓦多斯省接壤。
与梅尼勒-帕讷维尔接壤的市镇（或旧市镇、城区）包括：欧祖维尔莱讷瓦勒、布拉克维尔、布维尔、锡德维尔、克鲁瓦马尔、利梅西、莫特维尔、帕维伊、维莱埃卡勒。
梅尼勒-帕讷维尔的时区为UTC+01:00、UTC+02:00（夏令时）。

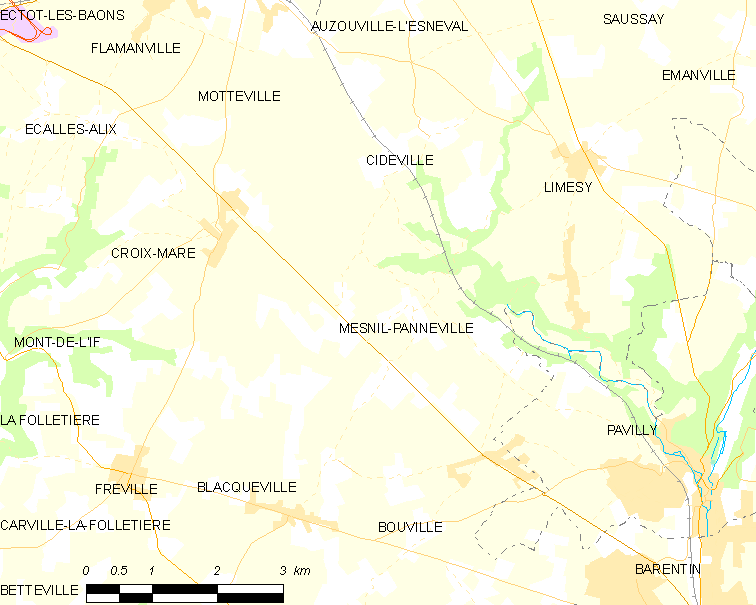
梅尼勒-帕讷维尔的OSM定位图

## 行政
梅尼勒-帕讷维尔的邮政编码为76570，INSEE市镇编码为76433。

## 政治
梅尼勒-帕讷维尔所属的省级选区为邦德维尔圣母镇县。

## 人口

1962-2008年间梅尼勒-帕讷维尔人口变化图示

梅尼勒-帕讷维尔于2022年1月1日时的人口数量为764人。